# Osiedle Ogrody (Wronki)
Osiedle Ogrody – osiedle położone w południowej części Wronek.
Osiedle domków jednorodzinnych, w jego centralnej części znajduje się owalny plac noszący potoczną nazwę Koziego Rynku. 